# ألفرد لوشاتلييه
ألفرد لوشاتلييه (بالفرنسية: Alfred Le Chatelier)‏ (1855 - 1929 م) هو مستشرق فرنسي، أول من أشرف على «مجلة العالم الإسلامي».